# Onesia occidentalis
Onesia occidentalis är en tvåvingeart som beskrevs av Feng 2003. Onesia occidentalis ingår i släktet Onesia och familjen spyflugor. Inga underarter finns listade i Catalogue of Life.